# Форд, Присцилла Джойс
Присцилла Джойс Форд — американская массовая убийца, афроамериканка. 27 ноября 1980 года в день Благодарения в 14:57 она на своем автомобиле «Линкольн Континенталь» стала целенаправленно давить пешеходов на тротуаре в городе Рино, штат Невада. 24 человека были ранены, 5 погибли на месте. Ещё двое погибли по дороге в больницу.
Водитель Присцилла Джойс Форд призналась, что запланировала убийство людей с помощью автомобиля. Анализы показали, что она была нетрезвой. Психиатры поставили ей диагноз — шизофрения, но несмотря на это суд признал её виновной и приговорил к смертной казни. 29 января 2005 года Форд скончалась в тюрьме от эмфиземы в возрасте 75 лет.